# François Durand
François Hervé Marie Durand (ur. 14 listopada 1973 w Langogne) – francuski duchowny katolicki, biskup Valence od 2024. 

## Życiorys
Święcenia kapłańskie otrzymał 30 czerwca 2002 i został inkardynowany do diecezji Mende. Był m.in. diecezjalnym duszpasterzem młodzieży (2002–2009), kierownikiem formacji stałej duchowieństwa (2010–2013), wykładowcą Katolickiego Uniwersytetu w Lyonie (2012–2014), a także wikariuszem generalnym diecezji i kanclerzem kurii (2013–2023).
5 stycznia 2024 papież Franciszek mianował go biskupem diecezji Valence. Sakry udzielił mu 10 marca 2024 metropolita Lyonu – arcybiskup Olivier de Germay.